# 桃ノ木町
桃ノ木町（もものきちょう）は、愛知県名古屋市西区にある地名。1丁目から2丁目まである。郵便番号は451-0000。

## 地理
名古屋市西区西南部に位置する。現存する町域はすべて名鉄名古屋本線・東海道本線の線路敷である。

## 歴史

### 沿革
- 1934年（昭和9年）1月15日 - 西区栄生町の一部より成立[2]。
- 1981年（昭和56年）4月29日 - 鉄道敷地以外が則武新町三丁目となる[2]。

## 交通

### 鉄道
- 名古屋鉄道
  - 名鉄名古屋本線
- 東海旅客鉄道（JR東海）
  - 東海道本線